# Das Leben Arsenjews

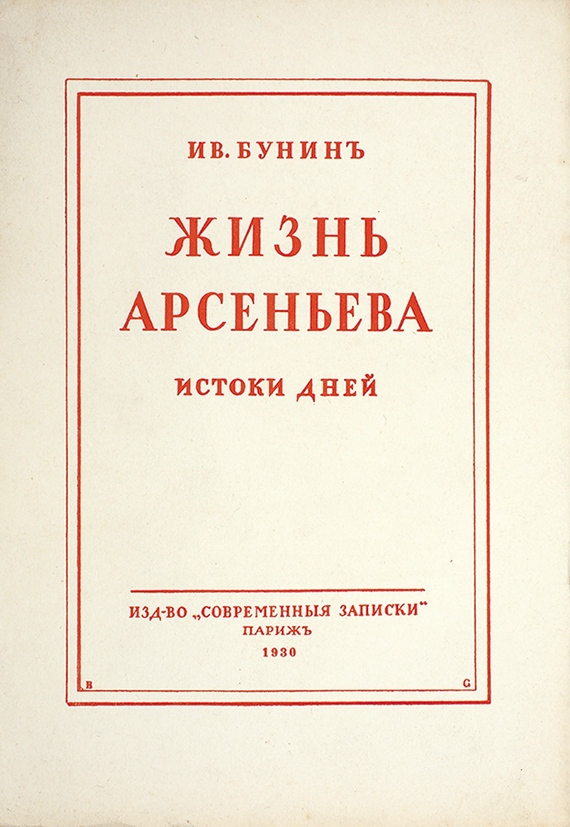

Das Leben Arsenjews (russisch Жизнь Арсеньева, Schisn Arsenjewa) ist ein Roman des russischen Nobelpreisträgers für Literatur Iwan Bunin, der in den Jahren 1929 bis 1939 in Frankreich entstand und 1952 vollständig im Tschechow-Verlag in New Vork erschien.
Der Handlungszeitraum des Romans umfasst im Großen und Ganzen die Jahre 1871 bis 1891 in Russland. Bunin wurde 1870 geboren. Trotzdem sind sich die Literaturwissenschaftler und Zeitzeugen weitgehend einig: Die fünf Bücher des Romans tragen autobiographische Züge. Wladislaw Chodassewitsch nimmt den Text als „fiktive Autobiographie“ Bunins.

## Inhalt
1
Der 50-jährige adlige Ich-Erzähler Alexej Arsenjew, Aljoscha gerufen, nennt als seinen Geburtsort das väterliche Gutshaus im zentralen Russland; genauer – das Vorwerk Kamenka. Die Landschaft dort besteht im Wesentlichen aus schier endlosen Schwarzerdefeldern. Im Umkreis liegen Wysselki, Roshdestwo, Nowossjolki und Baturino. Weiter entfernt liegen Tschernawa, Jelez und Lipezk.
Der Vater Alexander Sergejewitsch Arsenjew hatte in Tambow sein Vermögen verspielt. In der verarmten Familie unterrichtete immerhin ein Hauslehrer die Kinder. Bis zu seiner Aufnahme ins Gymnasium lernte Aljoscha bei diesem Hauslehrer namens Baskakow den Don Quichote, den Robinson und auf Geheiß der Mutter die französische Sprache kennen.
Aljoschas älterer Bruder Georgi studiert in den Ferien Lawrow und Tschernyschewski. Nach dem Dreikönigsfest wird Aljoscha zum ersten Mal mit dem Tod konfrontiert. Seine Schwester Nadja fiebert, verliert das Bewusstsein und stirbt. Im darauffolgenden Frühjahr stirbt die Großmutter mütterlicherseits. Im Gegensatz zum Sterben der Schwester löst der Tod der Großmutter Heiterkeit aus. Denn die Familie wird wohlhabend und zieht nach Baturino auf das ererbte Gut. Der Vater wird es später wiederum verspielen. Kamenka wird verkauft und Baturino verpfändet werden.
2
Aljoscha muss allerdings zunächst in die Stadt. Zwar nennt er ihren Namen nicht, doch ihre Mauern erinnern an die Geschichte der Fürstentümer Susdal und Rjasan. Aljoscha tritt in jenes Gymnasium ein, das Georgi mit Bravour absolviert hat. Der Bruder studiert inzwischen in Moskau an der Kaiserlichen Universität. Aljoscha verbringt vier Jahre auf dem Gymnasium. Das Lernen fällt ihm leicht.
Der Bruder Georgi wird als Sozialist wegen „verbrecherischer Betätigung“ verhaftet. Der Vater ist außer sich. Aus der Gegend sind solche Leute bekannt – etwa die Brüder Rogatschow oder auch das Fräulein Subbotin. Aus der eigenen Familie soll einer „im Untergrund tätig“ gewesen sein? Das erscheint dem Vater als ganz unmöglich. Auch Aljoscha kann nicht verstehen, warum Georgi, ein Adliger, dem eine glänzende Zukunft als Wissenschaftler vorausgesagt wurde, „unter das Volk gehen“ möchte. Jedenfalls hatte sich Georgi längere Zeit versteckt gehalten. Als er die Deckung verlassen hatte, war er nach seinem Eintreffen in Baturino vom Verwalter eines der Arsenjewschen Nachbargüter der Polizei gemeldet worden. Gott hatte den Verwalter umgehend bestraft. Als die Gendarmen in Baturino erschienen, war der Verräter noch am selben Tage von einem mächtigen alten umstürzenden Baum erschlagen worden. Georgi wurde unterdessen, polizeilich überwacht, nach Charkow, dem Sitz jener Untergrundorganisation, gebracht. Die Mutter, in Tränen aufgelöst, hatte immerwährendes Fasten gelobt. Gott hatte die Mutter erhört. Georg war nach einem Jahr aus dem Gefängnis gekommen, nach Baturino verbannt und unter Polizeiaufsicht gestellt worden.
Aljoschas Vater, der alles Gut verspielt und trotzdem auf seine Art ein Realist ist, muss zugeben, es gibt nichts mehr zu bewirtschaften. Also könnte Aljoscha wunschgemäß seinetwegen auch ein zweiter Puschkin oder Lermontow werden. Aljoscha ist begeistert. Er verlässt das Gymnasium. Gern würde er ein zweiter Shukowski oder Baratynski werden.
Aljoschas Bruder Nikolai heiratet eine Deutsche – die Tochter eines Verwalters im Dorf Wassiljewskoje. Aljoscha sucht Nikolai auf und lernt die erste Liebe seines Lebens kennen – das adrette Annchen, ein junges Mädchen aus Reval; Nichte des angeheirateten deutschen Verwandten Wiegand. Für Aljoscha gibt es einen weiteren Grund, Wassiljewskoje des Öfteren aufzusuchen. In Baturino existiert keine Bibliothek, wohl aber dort im Hause Pissarews, des Gatten einer Cousine. Aljoscha stöbert und findet Bücher von Sumarokow, Anna Bunina, Dershawin, Batjuschkow, Shukowski, Wenewitinow, Jasykow, Koslow und Baratynski. Wieder wird Aljoscha mit dem Tod konfrontiert. Pissarew stirbt nach einem Schlaganfall.
3
Nach Pissarews Beerdigung fällt der Abschied von Wassiljewskoje schwer. Aljoscha hat in der Bibliothek den Faust gefunden:
So schaff’ ich am sausenden Webstuhl der Zeit …
Da ist der Abschied von Annchen Nebensache. Immerhin – sie setzt sich auf seinen Schoß. Er fühlt „zum erstenmal im Leben die süße Last eines weiblichen Körpers“.
Aljoscha ist noch keine sechzehn Jahre alt, als in einer Petersburger Zeitschrift eines seiner Gedichte erscheint. Gedichte sind Aljoschas Welt. Warum musste sein Idol Nadson so zeitig sterben! Aljoscha will ebenso berühmt werden. Die nächste Liebe, die zu Lisa Bibikowa, ist poetischer Natur ganz eigener Art: Aljoscha beobachtet, wie die Lebensweise des russischen Landadels immer dürftiger wird. Der oben erwähnte Dichter Jasykow hat zu dem Niedergang die schäbigen Tapeten an den Wänden gewisser Behausungen des Adels passend beschrieben. Und Aljoscha strebt ins Freie; verlebt mit Lisa den russischen Frühsommer während erster Badetage im Juni. Jasmin- und Rosendüfte werden eingeatmet ebenso wie der „Geruch des Schlamms in dem von der Sonne erwärmten Teich“.
Aljoscha macht nun aber etwas ganz anderes als Poetisieren. Er hilft beim Einbringen der Ernte und verhandelt wie ein Erwachsener im Auftrage des Vaters mit einem Getreideaufkäufer. Letzterer hat in der Zeitung Aljoschas Gedichte gelesen und wünscht weiteren Erfolg. Aljoscha fühlt sich zum nächsten Schritt auf seinem Lebenswege ermutigt: den Vater auf seinem abgewirtschafteten Gut sitzenlassen. Zuvor lässt sich der junge Herr mit der verheirateten 20-jährigen Tonka ein. Diese ist als Stubenmädchen auf dem Gut von Aljoschas Bruder Nikolai angestellt. „Liebe empfanden wir nicht“, schreibt der Ich-Erzähler. Der Ehemann macht kurzen Prozess – reist mit seiner Frau Tonka an die Liwna. Aus der Traum.
4
Georgi wird nicht mehr von der Polizei beaufsichtigt und fährt zurück nach Charkow. Aljoscha geht mit seinem Bruder Nikolai im Herbst auf die Jagd. Darauf streift Aljoscha allein durchs Land. Über Schipowo nähert er sich Kroptowka, dem Stammgut der Lermontows. An dem Ort, wo Lermontows Vater zumeist lebte, kommt Aljoscha, der sich Lermontow zum Vorbild nimmt, zu der Erkenntnis: „Jetzt habe ich von Baturino genug.“

Tief beeindruckt liest er Puschkins Reise nach Arzerum. Wohin soll sich Aljoscha nun wenden? Er will sich an den großen Vorbildern orientieren. Tolstoi kommt nicht in Frage, allein, weil dieser vor dem Volke eine Schuld begleichen will. Aljoscha möchte weder dem Volke dienen und schon gar nicht sich für das Volk opfern. Er geht nach Orjol, der Stadt Leskows und Turgenews. In der dortigen Redaktion der Stimme will er Fuß fassen. Das misslingt offenbar, denn er fährt weiter nach Charkow zu Georgi, der in der Stadtbibliothek angestellt ist. In Charkow verbringt er mehrere Jahre, schließt sich Leuten an, die im Gefängnis gesessen oder eine Verbannung hinter sich haben. Richtig anfreunden kann sich Aljoscha mit diesen „Kämpfern“ nicht. Er bereist im Vorfrühling die Krim und kehrt über Sewastopol nach Orjol zurück. 

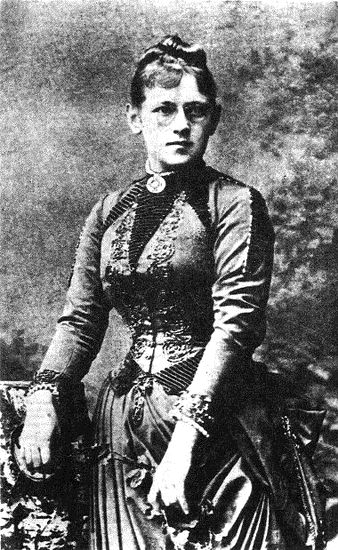
Anno 1892: Warwara Paschtschenko (* 1869; † 1918) soll Bunin als Vorbild für die Lika genommen haben.

In der Redaktion der Stimme wird er von der Hausherrin Nadja Awilowa mit deren Cousine Lika bekannt gemacht. Aljoscha fragt sich, in wen er sich eigentlich so rasch vergafft hat und erzählt: „So begann für mich eine weitere Liebe, die zu einer großen Begebenheit in meinem Leben werden sollte.“
5
Einmal fragt die besorgte Nadja Awilowa ihre Cousine im Sprechzimmer der Orjoler Redaktion, wie es mit Aljoscha weitergehen soll. Denn – so die Awilowa – Lika sei doch lediglich in diesen Mann verliebt. Letzterer hört aus dem Nebenzimmer zufällig mit. Der Erzähler zitiert Likas Antwort: „Siehst du denn nicht, Nadja, daß ich ihn aufrichtig liebe? … er ist tausendmal besser, als du meinst.“
Aljoscha ist nicht nur in der Redaktion seiner Zeitung präsent. Er bereist Russland – sucht seinen Bruder Georgi, der aus Charkow in die kleinrussische Provinz übergesiedelt ist, auf. Aljoscha macht in Baturino bei seinem Bruder Nikolai Halt, fährt nach Kursk, Charkow, Smolensk, Witebsk, Petersburg, Polozk, Moskau und zurück in Georgis kleinrussische Stadt. Dort wird Aljoscha an Georgis Seite Mitarbeiter des Semstwo-Amtes für Statistik, avanciert zum Kustos der Semstwo-Bibliothek und nimmt am Kongress der Semstwo-Delegierten teil. Während aller Unrast begegnet er Lika da und dort. Schließlich verliert er die Frau, die ihn so geliebt hat, aus den Augen. Zuletzt erreicht Aljoscha die Todesnachricht. Lika sei nach einer Woche Krankenlager einer Lungenentzündung erlegen.

## Zitat
- Aljoschas Vater richtet den Sohn auf: „Es gibt kein schlimmeres Übel, als zu verzagen.“[24]

## Form
Die Romanstruktur erscheint in mindestens dreierlei Hinsicht als zerklüftet.
Erstens stolpert der Leser über manches Formexperiment in dem philosophisch angehauchten Roman. Zum Beispiel gegen Ende des fünften Buches – genauer, ab dem 11. der 31 Kapitel – wird der Name der Geliebten – gemeint ist Lika – immerzu in der 3. Person Singular genannt. Warum? Kasper zitiert eine Antwort Bunins vom 10. April 1939 auf diese Frage: „Lika sollte »keine kraß reale Gestalt« sein, sondern ganz allgemein die Unbeständigkeit des Charakters der Frau zum Ausdruck bringen.“ Überhaupt erscheinen die Frauen in Aljoschas Leben höchstens des Erwähnens wert: Die erste Liebe Annchen ist ein schlichtes Mädchen und weiter nichts. Von ihr muss Abschied genommen werden, der „durchdringend-bittere Befriedigung“ gibt. Weshalb? Mögliche Antworten auf die Frage hat Kasper parat. Demgegenüber wird die Beschreibung der Beerdigung Pissarews – zeitlich kurz zuvor geschehen – geradezu ausgewalzt. Der unergründliche Tod wird besprochen, die Liebe dagegen stiefmütterlich abgehandelt. Oder ein weiteres Beispiel – das verdeckte Hereinholen und Auseinandersetzen mit Geschichte: Der Roman ist in den widerwärtigen Jahren der Emigration entstanden. Bunin – ein Gegner der Bolschewiki – musste die russische Heimat, im Roman äußerst liebevoll besungen (die Prosa ist von Gedichten durchsetzt; eindrucksvolle Naturbeschreinungen über alle vier Jahreszeiten hinweg dominieren), für immer und ewig verlassen. Der Roman könnte summa summarum gut und gerne mit Sehnsucht nach der alten Heimat untertitelt werden. Gegen Ende der 1920er Jahre – während der Niederschrift des zweiten Buches des Romans – fragt Bunin: „Wo aber blieb er später, als Rußland unterging?“ Mit dem Untergang meint Bunin die Oktoberrevolution. Und „er“ ist eine der zahlreichen Nebenfiguren – der Kleinbürger Rostowzew, bei dem Aljoscha während der Gymnasiumszeit in Kost und Logis zur Untermiete wohnte.
Zweitens kommt Bunin dem Leser auf überraschende Art entgegen. Am Anfang oder auch am Ende eines Kapitels wird manchmal weit vorausgeschaut. Nachdem zum Beispiel Nikolai im 2. Buch die Deutsche geheiratet hat, plaudert der Erzähler aus, bis zur Auflösung der Familie Arsenjew blieben noch drei Jahre Zeit.
Drittens wird das zeitliche Kontinuum aufgebrochen. Gegen Ende des 4. Buches – im 20. der 22 Kapitel – macht der Ich-Erzähler einen Zeitsprung aus dem Russland gegen Ende des 19. Jahrhunderts in das Südfrankreich des Jahres 1929. Die Niederschrift des 5. und letzten Buches des Romans wurde 1932 begonnen. Im 5. Buch geht es ins 19. Jahrhundert zurück.

## Rezeption
- 1979, Kasper[29] schreibt, „Bunin will mit seinem Spätwerk möglichst wenig Persönliches, rein Privates, aber möglichst viel Allgemeingültiges über das Verhältnis von Mensch und Welt aussagen.“ Das habe Bunin begründet: „Allgemeinmenschliche Themen sind ewig. Das Dasein ist bedeutsamer als der einzelne Tag.“ (Kasper zitiert Bunin im Nachwort der verwendeten Ausgabe, S. 410, 5. Z.v.o.) Trotzdem – als Vorbild für Aljoschas Bruder Georgi, den Sozialisten, habe Bunin seinen Bruder Juli[30] genommen.

## Deutschsprachige Ausgaben
Erstausgabe:
- Erste Leidenschaft. Roman. 187 Seiten. Sperber-Verlag, Zürich 1938[31]

Verwendete Ausgabe:
- Das Leben Arsenjews. Aus dem Russischen übersetzt von Georg Schwarz. 415 Seiten in: Iwan Bunin: Gesammelte Werke in Einzelbänden. Herausgegeben von Karlheinz Kasper. Aufbau-Verlag, Berlin 1979 (1. Aufl.)